# Bayonet-Knife M7

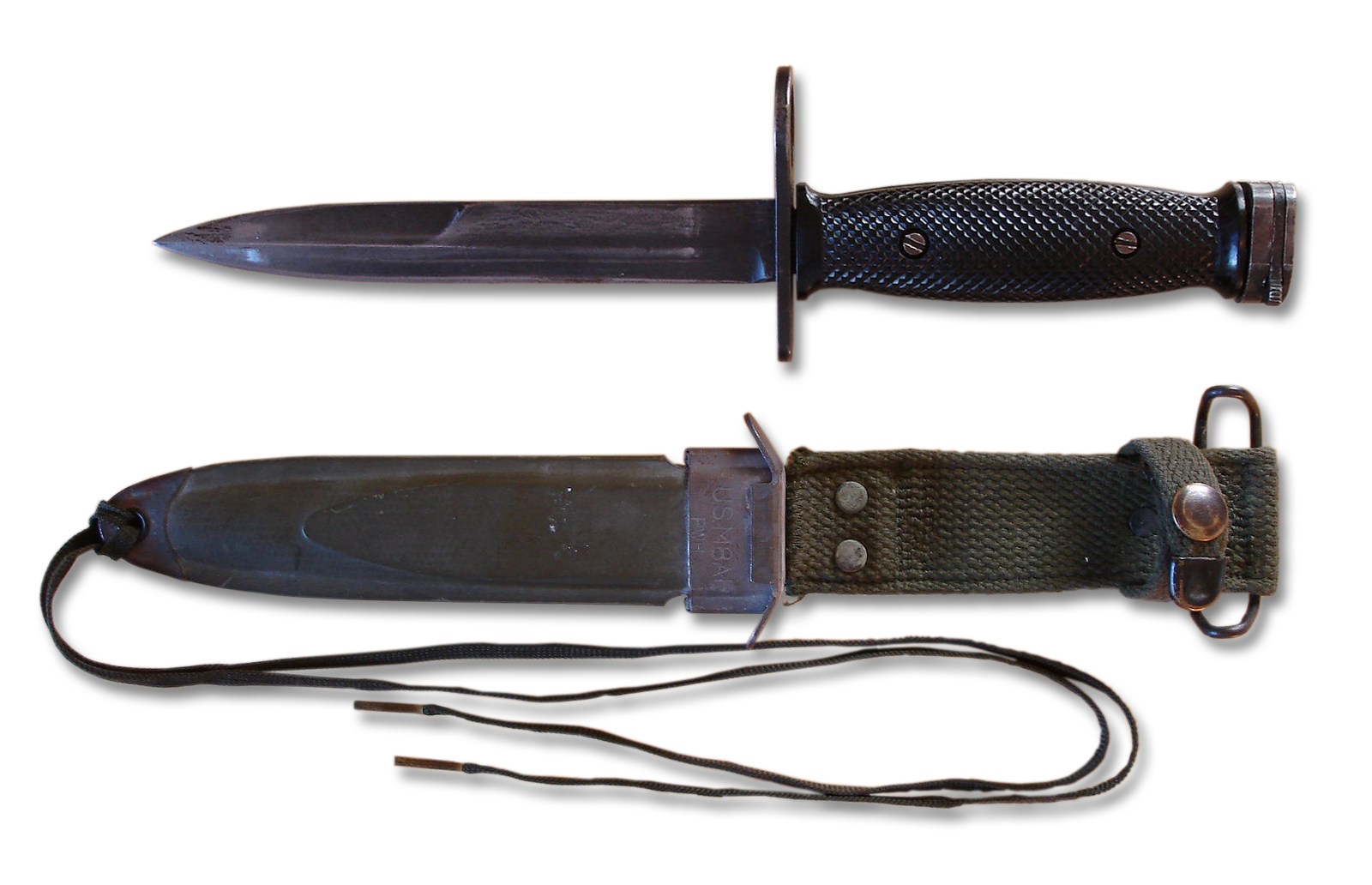
Bayonet-Knife, M7

Das Bayonet-Knife M7 (Messerbajonett) wurde mit der Gewehr-Serie 5.56 mm M16 verwendet. Zum Bajonett gehört die Bajonett-Scheide „Scabbard M10“.
Mit dem M7 wurde das Vorgängermodell, das M6, für die neue Standardwaffe M16 weiterentwickelt. Das Design wurde weitgehend beibehalten, da das M7, wie schon das M6, gleichzeitig als Kampfmesser zu verwenden war.

## Geschichte
Vorgestellt wurde das Bajonett im Jahre 1964, zusammen mit der M16, und stellt die konsequente Weiterentwicklung des Bayonet-Knife M6 dar.
Verwendet wurde das Bajonett M7 bis zur Ablösung durch das neu entwickelte M-9-Bajonett, ab 1987.

## Trageweise
Das Bajonett M7 wurde mittels des Befestigungshakens, am Scabbard M10, am Lochkoppel  getragen und mit Hilfe eines, ebenfalls am Scabbard M10, angebrachten Beinriemens am Oberschenkel fixiert.
Eine andere Möglichkeit bestand darin, das Bajonett M7 mit Hilfe des Scabbard M10 seitlich an der Tasche des Sturmgepäcks zu befestigen und mit einem an der Tasche vorhandenen Riemen zu fixieren.

## Technik
Das Bajonett M7 ist 29,85 cm lang und hat eine Klingenlänge von 16,51 cm. Es bestand aus einer Klinge mit durchgehendem Erl, einer Parierscheibe mit Bohrung zur Befestigung am Mündungsfeuerdämpfer des Gewehrs M16 und einer Befestigungsklinke zum Arretieren des Bajonetts an der Bajonettaufnahme des Gewehrs.
Die Bajonett-Scheide, Scabbard M10, bestand aus Kunststoff und hatte im Inneren eine Metallfederklammer zur Fixierung des Bajonetts in der Scheide. Am oberen Teil befand sich der Befestigungshaken aus Stahl sowie ein Geweberiemen mit Druckknopf zur Befestigung des Bajonettgriffs. Unten befand sich ein Loch zur Befestigung des Beinriemens.

Bayonet-Knife, M7, with Scabbard Gallery
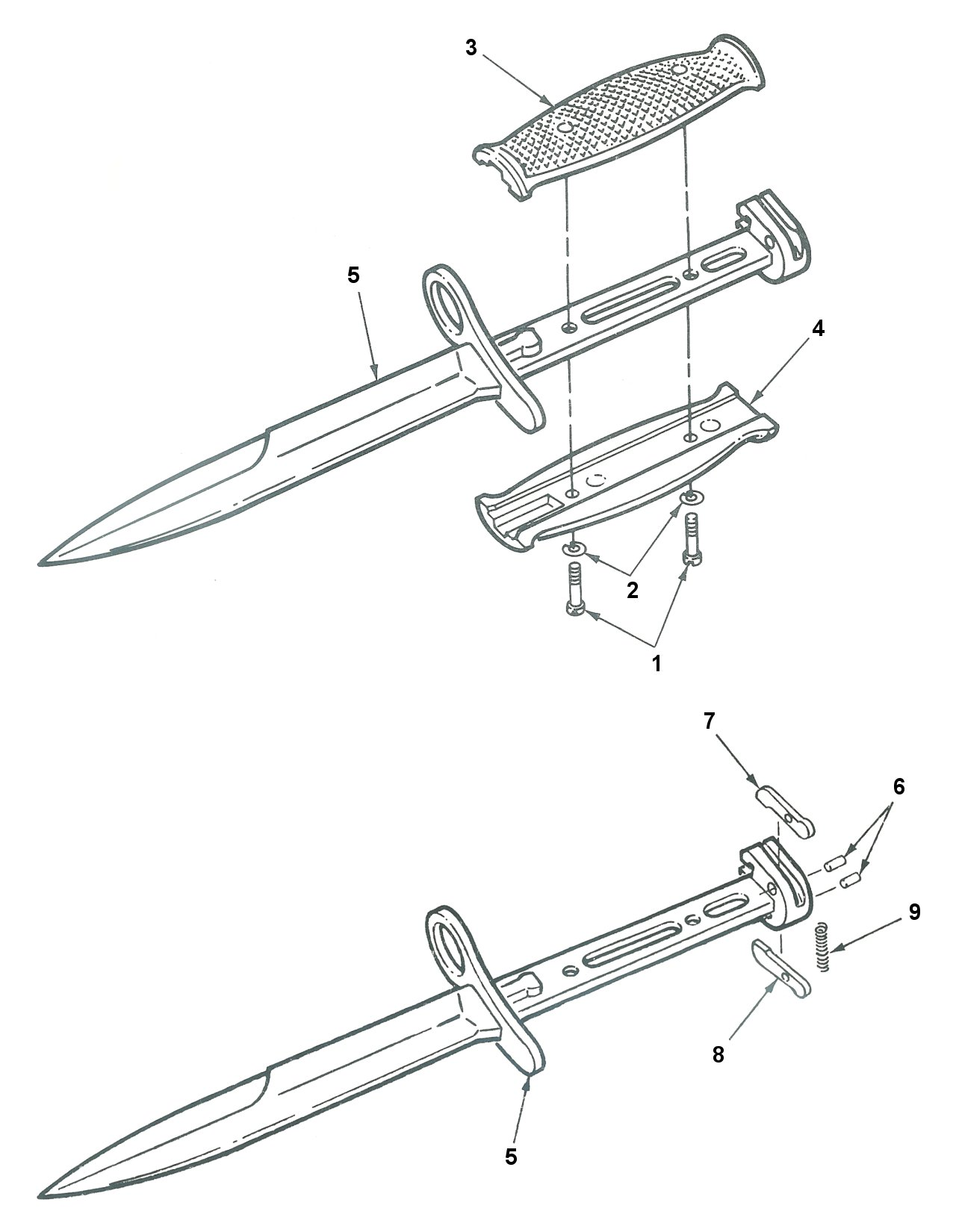
Bayonet-Knife, M7
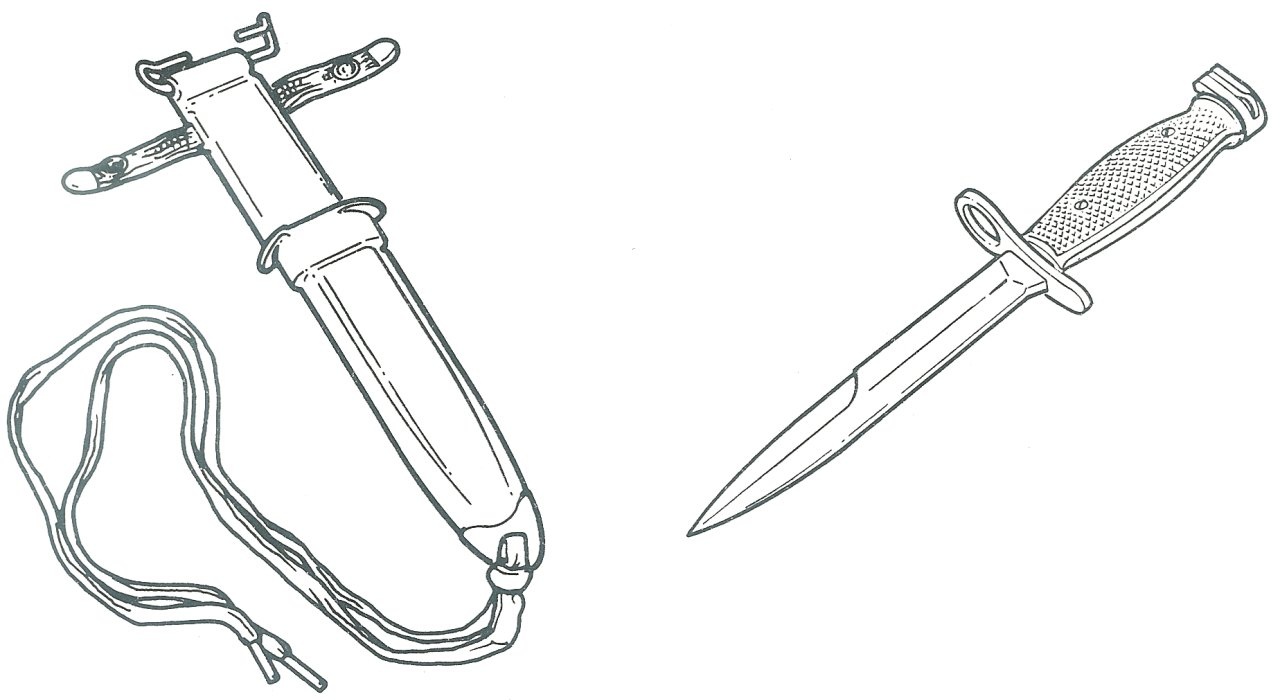
Bayonet-Knife, M7, with Scabbard

| Bayonet-Knife M7 (Messerbajonett)                 | Item Teil |
| ------------------------------------------------- | --------- |
| Screw, Machine, Grip (Griffschalenschraube)       | 1         |
| Washer, Lock (Sicherungsscheibe)                  | 2         |
| Grip, Bayonet-Knife, LH (Griffschale, links)      | 3         |
| Grip, Bayonet-Knife, RH (Griffschale, rechts)     | 4         |
| Blade Assembly M7 (Klingenbaugruppe M6)           | 5         |
| Pin, Spring (Federstift)                          | 6         |
| Lever, Lock-Release, LH (Arretierhebel, links)    | 7         |
| Lever, Lock-Release, RH (Arretierhebel, rechts)   | 8         |
| Spring, Helical, Compression (Arretierhebelfeder) | 9         |

## Quelle
- Headquarters, Department of the Army, Technical Manual TM 9-1005-237-23&P, November 1986